# CSTN
CSTN (ang. Color Super-Twist Nematic) – skrót określający kolorowy wyświetlacz ciekłokrystaliczny z pasywną matrycą.
Technologia CSTN została wprowadzona na rynek przez firmę Sharp Electronics we wczesnych latach 90. Pierwsze wyświetlacze tego typu charakteryzowały się długim czasem reakcji, co w konsekwencji objawiało się pojawianiem tzw. „duchów” na wyświetlanym obrazie. Współczesne wyświetlacze CSTN mają czas reakcji zbliżony do wyświetlaczy z aktywną matrycą, a jednocześnie są dużo tańsze w produkcji. Piksele, a dokładniej subpiksele, w wyświetlaczach CSTN sterowane są przy pomocy tranzystorów montowanych na obrzeżach matrycy, które obsługują poszczególne kolumny lub wiersze.
Wyświetlacze CSTN charakteryzują się niskim poborem mocy, przez co są chętnie stosowane w urządzeniach zasilanych bateryjnie, szczególnie, jeśli są typu refleksyjnego lub transrefleksyjnego bez podświetlania. W innych zastosowaniach zostały one praktycznie całkowicie wyparte przez technologię TFT.